# Molinazzo
Molinazzo è una frazione del comune di Pavia posta a nordovest del centro abitato, verso Bereguardo.

## Storia
Molinazzo era un comune nella Campagna Soprana, poi inserito nel distretto di Bereguardo insieme alla sua frazione di Cittadella incorporatale nel XVIII secolo. Nel 1841 il comune fu soppresso dal governo austriaco e unito a Villalunga, che a sua volta decenni dopo entrò nel territorio di Torre del Mangano, attuale Certosa di Pavia.
Nel 1939 tuttavia il governo fascista, nell'intento di fornire ai più dinamici capoluoghi un adeguato spazio per la loro espansione economica e quindi urbanistica, staccò il paese da Certosa e lo unì direttamente a Pavia, seppur la località non sia poi mai stata raggiunta dalla crescita edilizia.

## Società

### Evoluzione demografica
- 75 nel 1751
- 186 nel 1805[2]